# Осаново (Вологда)
Осаново — бывшее село, а сейчас историческая местность на берегу реки Шограш в Южном жилом районе Вологды.
В XVIII—XIX веках село было разделено на две части — Верхнее и Нижнее Осаново и относилось к Вологодскому уезду Вологодской губернии.

## История
В 1720 году усадьба Осаново принадлежала вдове Марье Львовне Лесковой.
В 1760 году усадьба значилась за И. В. Ярочкиным.
В 1770-х годах Верхнее Осаново принадлежало М. А. Макшееву., а Нижнее Осаново в 1780 году — Г. Г. Бартеневу.
В конце 80-е годы XVIII века, по версии Ф. Н. Фортунатова, село Нижнее Осаново (или Осаново, в другом написании — Осанино) было приобретено Афанасием Матвеевичем Брянчаниновым. Однако, более поздняя исследовательница Р. Лазарчук ни в одном из документов 1760—1790-х годов, связанных с имуществом А. М. Брянчанинова, упоминания этого села не обнаружила. В то же время, сама Лазарчук считает, что географическое название Осаново нашло отражение в имени одного из героев «Эмилиевых писем» поэта М. Н. Муравьёва, который приходился родственником А. М. Брянчанинову. Под именем героя Осанова поэт изобразил самого А. М. Брянчанинова.
В первой трети XIX века сельцо Нижнее Осаново принадлежало «корнетше» Варваре Григорьевне Брянчаниновой, которая, по всей видимости являлась дочерью Г. Г. Бартенева, а владелицей Верхнего Осанова была губернская секретарша Параскева Ивановна Макшеева.
В 1823 году в селе на средства Е. Д. Макшеевой, была построена деревянная Троицкая церковь.
В Нижнем Осаново прошли детские годы поэтессы Варвары Макшеевой.
Перед революцией усадьбой Осаново владел вологодский городской голова купец Николай Александрович Волков. Эти годы считаются «золотым веком» Осаново. Местность называлась «вологодским Версалем», здесь собиралось высшее общество города, устраивались литературные вечера, организовывались художественные выставки.
Двухэтажный деревянный дом Н. А. Волкова, вместе с каретником, домами служителей и кирпичной оранжереей, находился в Нижнем Осанове, а хозяйственные службы: столовая, кузница, конюшня, птичник, скотные дворы и маслодельный завод — в Верхнем Осанове. Управлял имением сын владельца имения агроном Георгий Николаевич Волков.
В хозяйстве Волкова был выведен местный сорт ржи — Осановский, здесь впервые в Вологодском уезде началось выращивание корнеплодов, проводилась мелиорация земель, имелось два трактора Форда, зерносушилка Аккермана, сортировка Робера, двигатель Болиндера.
В 1914 году в книге «Вологда в её старине» Г. К. Лукомский так описывал усадьбу:

В очень недалёком расстоянии от Вологды находится прелестная небольшая усадьба, принадлежащая ныне Н. А. Волкову. Собственно она состоит из двух, неподалёку друг от друга расположенных, усадеб: одна из них украшена домом небольшой величины, но очень милой архитектуры — разные балкончики, террасы, тоненькие пикантные балясины, прелестный (слегка faux gothique) переплёт рам, и главное, удивительная грация пропорций маленьких, почти игрушечных окон, дверей, лестниц (внутри) — даёт впечатление такое, будто этот дом построен был для обитания детей: так миниатюрны все размеры его частей, хотя он сам очень поместителен и состоит из многих комнат. Таково было у старых архитекторов умение компоновать. При домике большой сад.

Другое Осаново скорее — хутор. Но здесь очаровательная ампирная церковка, выкрашенная удачно (по традиции) в густой жёлтый тон. Пропорции её фасадов заставляют думать о проекте лучшего мастера того времени. Парные колонны узкого фасада и распределение колонн среднего портика бокового фасада идеальны. Равновесие достигнуто прекрасно, равно как и все детали нарисованы отлично. С первого взгляда главка на крыше вносит как будто некоторый диссонанс в общую гармонию церковки (потом определяется, что и эта вышечка скомпонована также превосходно) — но, взятая с северных русских церквей, и она, оказывается, убрана миниатюрными колонками и представляет тип ампирной колокольни, напоминающей о миниатюрной пропорции осановского дома. И вот оказывается, что церковь Осанова построена в 1816 году Зубовым и Макшеевой (последняя была владелицей имения Осанова). Внутри церкви белый иконостас и люстра Empire из горного хрусталя.

В 1918 году в Осаново располагалась загородная резиденция иностранных послов, находившихся тогда в Вологде.
29 мая 1918 года Осаново было конфисковано у Н. А. Волкова. Частное хозяйство Волковых было преобразовано в совхоз, но управляющим хозяйства был оставлен сын бывшего владельца усадьбы. Усадебный дом и церковь снесены в период с 1930 по 1950-е годы.
В 1929 году совхоз «Осаново» становится подсобным хозяйством Вологодского отделения Северной железной дороги.
В 1963 году в Осаново была распланирована и высажена роща, которая в том же году была объявлена памятником паркового искусства. В 1981 году роща ввиду заброшенного, бесхозного состояния не подтвердила этот статус.
Территория Осаново официально включена в городскую черту в начале 1990-х годов, хотя застройка окрестностей села началась ещё в 1930—1950-е годы.

## Современное состояние
Сегодня зелёный массив Осаново — одна из крупных зелёных зон Вологды. Территория парка занимает 13 гектаров. Здесь растут липа, берёза, тополь серебристый, тополь канадский, ива, рябина, вяз.